# Tabanus sulfurescens
Tabanus sulfurescens är en tvåvingeart som beskrevs av Schuurmans Stekhoven 1932. Tabanus sulfurescens ingår i släktet Tabanus och familjen bromsar. Inga underarter finns listade i Catalogue of Life.